# Torsten Häußler
Torsten Häußler (* 14. Juni 1962) ist ein ehemaliger deutscher Fußballspieler. In der höchsten Spielklasse des DDR-Fußballs, der Oberliga, spielte er für den HFC Chemie.

## Sportliche Laufbahn
Seit 1978 gehörte der Mittelfeldspieler der Nachwuchsabteilung des HFC Chemie an, schaffte dort aber zunächst nicht den Sprung in die Oberligamannschaft. Im Sommer 1981 wechselte er von der Betriebssportgemeinschaft Motor Ammendorf aus der drittklassigen Bezirksliga zur Ligaelf der SG Dynamo Eisleben. In der Saison 1981/82 wurde er beim Team aus dem Mansfeld bis zum November 1981 in fünf Partien aufgeboten. Danach verliert sich für drei Jahre seine Spur im höherklassigen DDR-Fußball, was sich in diesem Alter durch seinen Dienst in der Nationalen Volksarmee erklären ließe.
Nach dem Abstieg des HFC aus der höchsten Spielklasse im Frühjahr 1984 war er ab November dieses Jahres am Neuaufbau der 1. Mannschaft und dem nach drei Spielzeiten in der Zweitklassigkeit erfolgreichen Aufstieg 1986/87 beteiligt. Sein Debüt in der Oberliga gab der Werkzeugmacher am 1. Spieltag der Spielzeit 1987/88. Vor heimischem Publikum trennte sich Halle am 8. August 1987 torlos unentschieden vom FC Carl Zeiss Jena. Insgesamt bestritt der 1,80 Meter große Häußler bis zum Ende der folgenden Saison 38 Erstligaeinsätze, in denen ihm insgesamt zwei Treffer gelangen.
Im Sommer 1989 wurde Häußler zur BSG Wismut Gera delegiert. In der Wendesaison in der Liga 1989/90 spielte er acht Partien für die Wismut-Elf, bevor er vor dem Jahresende noch drei Spiele für den Geraer Staffelkonkurrenten BSG Chemie Buna Schkopau absolvierte. Zum Jahreswechsel 1989/90 wird er nach dem Mauerfall bei den Schkopauern, ohne das bereits ein aufnehmender Verein genannt werden kann, als Abgang in Richtung Bundesrepublik verzeichnet.
Nach der Wiedervereinigung sind für ihn im Spieljahr 1992/93 auch Einsätze in der damals drittklassigen Amateur-Oberliga für die Sportfreunde Siegen notiert. Mit dieser Elf aus der Oberliga Westfalen bestritt er 1992/93 auch seine einzige Begegnung im DFB-Pokal. In der 1. Runde unterlagen die Sportfreunde mit Häußler gegen den Bundesligisten und amtierenden deutschen Meister VfB Stuttgart deutlich mit 0:6.